# Копенгаген (коммуна)
Копенгаген (дат. Københavns Kommune) — датская коммуна в составе области Ховедстаден. Площадь — 88,25 км², что составляет 0,20 % от площади Дании без Гренландии и Фарерских островов. Численность населения на 1 января 2008 года — 509 861 чел. (мужчины — 251 736, женщины — 258 125; иностранные граждане — 62 696).

## Железнодорожные станции
- Олхольм (Ålholm)
- Амагербро (Amagerbro)
- Амагер Странн (Amager Strand)
- Белла Сентер (Bella Center)
- Биспебьерг (Bispebjerg)
- Кристиансхаун (Christianshavn)
- Дансхёй (Danshøj)
- ДР Бюэн (DR Byen)
- Дюббёльсбро (Dybbølsbro)
- Эмдруп (Emdrup)
- Энгхаве (Enghave)
- Фемёрен (Femøren)
- Грённаль (Grøndal)
- Хусум (Husum)
- Исланнс Брюгге (Islands Brygge)
- Ислев (Islev)
- Йюллингевай (Jyllingevej)
- Копенгагенс Ховедбанегор (Københavns Hovedbanegård)
- Конгенс Нюторв (Kongens Nytorv)
- Ланггаде (Langgade)
- Лерграуспаркен (Lergravsparken)
- Норхаун (Nordhavn)
- Нёрребро (Nørrebro)
- Нёррепорт (Nørreport)
- Ню Эллебьерг (Ny Ellebjerg)
- Эрестад (Ørestad)
- Эресунн (Øresund)
- Эстерпорт (Østerport)
- Рюпаркен (Ryparken)
- Шелёр (Sjælør)
- Суннбю (Sundby)
- Сванемёллен (Svanemøllen)
- Сюдхаун (Sydhavn)
- Вальбю (Valby)
- Ванлёсе (Vanløse)
- Вестамагер (Vestamager)
- Вестерпорт (Vesterport)
- Вигерслев Алле (Vigerslev Allé)

## Изображения
- Олхольм
- Амагербро
- Амагер Странн
- Белла Сентер
- Биспебьерг
- Дансхёй
- ДР Бюэн
- Дюббёльсбро